# Wet van Weber
De wet van Weber uit de wetenschap der psychofysica geeft het logaritmische karakter aan van de sterkte van zintuigelijke waarnemingen. Een variant is bekend als de wet van Fechner en Weber. Beide werden rond 1860 geformuleerd door Gustav Theodor Fechner, een student van Ernst Heinrich Weber, in diens boek Elemente der Psychophysik. Fechner noemde de wet naar zijn leermeester, die de experimenten die tot de formulering van de wet leidden, uitgevoerd had.

## Verbale formulering
De wet van Weber legt een verband tussen de kracht van fysische impulsen op de menselijke zintuigen (prikkels) en de intensiteit van de daarbij horende gewaarwordingen. Anders gezegd: als fysische impulsen toenemen met constante verhoudingen, dan nemen de gewaarwordingen toe met constante verschillen.

## Wiskundige formulering
Wiskundig uitgedrukt betekent dit: als een menselijk zintuig signalen ontvangt met respectievelijke sterkten
{\displaystyle 1\ldots a\ldots a^{2}\ldots a^{3}}
dan vertaalt de menselijke waarneming dit in gewaarwordingen met respectievelijke intensiteit
{\displaystyle x\ldots x+b\ldots x+2b\ldots x+3b}
Dit houdt in dat gelijke verhoudingen in signaalsterkte zintuigelijk ervaren worden als gelijke verschillen in gewaarwording. De gewaarwording is dus evenredig met de logaritme van de signaalsterkte.

## Voorbeelden
De wet is bevestigd in diverse gedaanten bij alle zintuigen, zo onder meer:
- schatting van de kracht waarmee een houten staafje op de huid drukt;
- schijnbare helderheid van puntvormige lichtbronnen (bijvoorbeeld sterren);
- geluidssterkte;
- toonhoogte.

## Logaritmische meetschalen
De wet van Weber verklaart waarom maatstaven van zintuiglijk waarneembare grootheden vaak een logaritmisch karakter hebben. De meest gebruikelijke maat voor geluidssterkte is de decibelschaal. De helderheid van een ster drukken astronomen liever uit in haar magnitude (een logaritmische schaal) dan in, bijvoorbeeld, haar vermogen (een lineaire schaal). Muzikanten geven de hoogte van een toon niet aan door zijn frequentie (een lineaire schaal), maar door een muzieknoot of iets wetenschappelijker door de cent (beide logaritmisch).

## Kritiek op de wet van Weber
In 1957 publiceerde de Amerikaanse psycholoog Stanley Smith Stevens materiaal waaruit zou blijken dat de gewaarwording evenredig is met een constante machtsverheffing van de stimulus (machtwet van Stevens).